# Chrysiptera sinclairi
Chrysiptera sinclairi är en fiskart som beskrevs av Allen, 1987. Chrysiptera sinclairi ingår i släktet Chrysiptera och familjen Pomacentridae. Inga underarter finns listade i Catalogue of Life.